# فيليب جنسن
فيليب جنسن (بالإنجليزية: Philip Jensen) هو منافس ألعاب قوى نيوزيلندي، ولد في 8 نوفمبر 1967.

## روابط خارجية
- فيليب جنسن على موقع الاتحاد الدولي لألعاب القوى (الإنجليزية)
- فيليب جنسن على موقع اللجنة الأولمبية النيوزيلندية (الإنجليزية)
- فيليب جنسن على موقع اتحاد ألعاب الكومنولث (مؤرشف) (الإنجليزية)